# Slovianka (Sinélnikove)
Slovianka (en ucraniano: Слов'янка) es un pueblo ucraniano perteneciente al óblast de Dnipropetrovsk. Situado en el este del país, es parte del raión de Sinélnikove y centro del municipio (hromada) homónimo.

## Toponimia
El nombre del asentamiento en ruso es Slavianka (en ruso: Славянка).  

## Geografía
Slovianka se encuentra a orillas del río Bik, 18 km al norte de Mezhová y 150 km al este de Dnipró.  

## Historia
En el pasado, en el territorio del actual pueblo había un puesto de guardia cosaco. Tras la derrota en la guerra campesina liderada por Pugachev, varios de sus participantes se asentaron aquí huyendo de la persecución del gobierno zarista. En 1777, el asentamiento recibió el nombre de Slovianka.
Durante el Holodomor entre 1932 y 1933, murieron al menos 687 aldeanos. En la Segunda Guerra Mundial, Slovianka fue ocupada por tropas alemanas y liberada de la ocupación el 14 de septiembre de 1943.

## Demografía
La evolución de la población de Slovianka entre 1859 y 2001 fue la siguiente:
| 3046                                                          | 3845 | 5709 | 8430 | 2304 |
| (Fuente: Cities & Towns of Ukraine y UKRAINE: Größere Städte) |      |      |      |      |

Según el censo de 2001, la lengua materna de la mayoría de los habitantes, el 97,31%, es el ucraniano; y del 2,6%, el ruso.

## Infraestructura

### Transporte
Slovianka está junto a la autopista M04 y la carretera territorial T04-28